# بوب سيمون
بوب سيمون (بالإنجليزية: Bob Simon)‏ هو مراسل عسكري ودبلوماسي وكاتب وصحفي ومؤرخ أمريكي، ولد في 29 مايو 1941 في ذا برونكس في الولايات المتحدة، وتوفي في 11 فبراير 2015 في مانهاتن في الولايات المتحدة بسبب حادث مرور.

## وصلات خارجية
- بوب سيمون على موقع IMDb (الإنجليزية)
- بوب سيمون على موقع إن إن دي بي (الإنجليزية)
- بوب سيمون على موقع قاعدة بيانات الفيلم (الإنجليزية)